# Вікторівка (Козятинський район)

Ві́кторівка — колишнє село в Україні, підпорядковувалося Воскодавинецькій сільській раді Козятинського району Вінницькій області.
Зняте з обліку рішенням Вінницької обласної ради від 17 липня 2012 року.

## Географія
У селі бере початок річка Питайбіда, права притока Питай.